# Igreja dos Santos Marcelino e Pedro em Dois Louros
Santi Marcellino e Pietro ad Duas Lauros ou Igreja dos Santos Marcelino e Pedro em Dois Louros é uma igreja de Roma, Itália, localizada no quartiere Prenestino-Labicano. A paróquia foi criada em 1 de fevereiro de 1765 pelo papa Clemente XIII com seu motu proprio Cum sint com uma igreja ligada ao capítulo do colégio laterano e seu território foi repartido da paróquia laterana. 
A igreja atual foi construída em 1922 com base num projeto de Palombi Guglielmo. Em 14 de dezembro de 1936, a igreja foi cedida ao Vicariato de Roma. A igreja atual está sob os cuidados da "Congregação das Escolas de Caridade" (Instituto Cavanis).

## História
A igreja fica numa área que, na época da Roma Antiga, pertencia a Santa Helena, a mãe do imperador romano Constantino I e se estendia ao longo da antiga Via Labicana (atual Via Casilina), entre o Sessoriano (moderna Basílica de Santa Cruz em Jerusalém) e a cidadela militar de Cem Celas (em latim: Centum Cellae; moderno Centocelle). A região toda era conhecida como Ad Duas Lauros ("entre os dois louros").
Mesmo antes de se tornar uma propriedade de Helena, a área já era utilizada como cemitério para a guarda pessoal do imperador, os cavaleiros imperiais, e, durante a perseguição de Diocleciano (r. 284–305), ali foi construída a Catacumba de Marcelino e Pedro. Por volta de 330, Constantino construiu o mausoléu conhecido como Mausoléu de Helena, e, junto dele, uma basílica circular em honra aos santos Marcelino e Pedro, que estão sepultados na catacumba que leva seus nomes.
Na Idade Média, a basílica, provavelmente desestabilizada por causa dos túneis escavados abaixo nas catacumbas e sem passar por manutenção nenhuma, foi gradualmente se arruinando. Entre 1632 e 1638, na época do papa Urbano VIII, foi construída uma pequena igreja dedicada aos santos Pedro e Marcelino reutilizando partes das ruínas da antiga basílica. Esta igreja foi substancialmente modificada e ampliada em 1765 por ordem do papa Clemente XIII, que estabeleceu ali uma paróquia.
Atualmente, depois de uma reforma realizada entre 1996 e 2000, a igreja está ligada ao Mausoléu de Helena e às catacumbas, cuja entrada fica no pátio do oratório adjacente à igreja, logo após um portal do século XVIII que fica à esquerda da fachada, na Via Casilina.